# Makovinyi Tibor
Makovinyi Tibor (Gödöllő, 1965. május 16. –) táncművész, koreográfus, táncpedagógus, sporttanácsadó

## Életpályája
Galgamácsán, az általános iskola táncszakkörében ismerkedett meg a tánccal Mosóczi István vezetésével. Az Állami Balett Intézet néptánc tagozatán tanult 1979 és 1983 között. Tímár Sándor, Zórándi Mária, Molnár Lajos és Janek József voltak a mesterei.
1983-tól a Honvéd Együttes tánckarának szólistája, majd 1998–2007 a tánckar vezetője. Koreográfusként a Honvéd Táncszínház alkotóműhelyében számos néptánc műsor színpadra állításában vett részt (Fehérlófia, KI népei vagytok 1-2, Bartók útjai, Zene-bona, szana-szét, A tánczmester).
2009-től az Andor Ilona Ének-Zenei Általános és Alapfokú Művészeti Baptista Iskola táncpedagógusa.
Magyar néptáncot tanít Uruguayban, Brazíliában, Argentínában, Hollandiában, Németországban és Ausztráliában.
Dél-Amerikai néptánccsoportok oktatása jelentős helyet foglal el szakmai életében. 30 éve kezdődött és a mai napig is él ez a szakmai kapcsolat az Argentin, Uruguay és Brazil együttesekkel. Több generációnak nyújt, nyújtott táncos és néprajzi képzést. Mentora a Dél-Amerikai néptáncegyüttesek, néptáncmozgalom vezetőinek, táncosainak.  (Argentín Regős Néptáncegyüttes) és az Uruguayban működő magyar csoportoknak (Tündérkert Néptáncegyüttes, Szivárvány Néptáncegyüttes, Mákvirág Senior Néptáncegyüttes) Erős barátság alakult ki Zólyomi Katalin (Argentina) Edi Bonapartian (Argentina) Jankovics Károly és testvére Dani (Uruguay) táncosokkal, vezetőkkel, tanítványokkal és ezen országok magyar közösségeivel.
2015-ben, feleségével (és családjával) 9 hónapot tölt Argentínában és Uruguayban a KCSP ösztöndíjasaként. A magyar közösségekben néptáncot tanítanak, néprajzi előadásokat és táncházakat tartanak, ünnepségeket szerveznek. A XIII. Dél-Amerikai Magyar Néptánctalálkozó 30. évfordulójára, gálaműsort állítanak össze, amit a montevideoi Theatro Solisban mutatnak be az Argentin, Brazil és uruguayi magyar néptánccsoportok. A műsor után, egy 1 hetes tánctábort szerveznek és vezetnek.
2016-2019 között az Experidance Táncakadémia vezető mestere.
2018-ban a Fölszállott a páva egyik mentora, feleségével, Truppel Mariannal.
2019-ben megalakul a Kárpát-medencei Öregtáncos Együttesek Szövetsége, melynek elnökévé választják (erről a tisztségéről 2021-ben lemond).
2023 júniusában felhagy az oktatással. Kedvenc szabadidős foglalkozásával a horgászattal kezd el komolyabban foglalkozni. Jelenleg a Decathlon üzletlánc, természet részlegén (horgászat, vadászat, lovaglás) sporttanácsadó. 
2024 őszétől, országos horgász termékképző.

## Színházi koreográfusi munkái
Színházi munkáit az Új Színházban kezdte. Kiss Csaba rendezővel négy darabban dolgoztak együtt (Woyzeck (1999),Szégyentelenek (1999),Othello (1999),Übü király (2000).
(2004)A Magyar Állami Operaházban Vidnyánszky Attila rendezésében a Jenufa című Leoš Janáček-operát, a Szegedi Nemzeti Színházban a Diótörőt koreografálta meg Hargitai Iván rendezésében. (2008) Utóbbival a nyíregyházi Móricz Zsigmond Színház – Sörgyári capriccio-előadásában, (2009) a székesfehérvári Vörösmarty Színház – A tribádok éjszakája-ban (2009) és a tatabányai Jászai Mari Színház – Rokonok előadásában is együtt dolgozott. (2013) 
2009 nyarán Siklóson a Balikó Tamás-féle A Tenkes kapitánya-előadást koreografálta.
Következő munkája a Pesti Magyar Színházban az István a király felújítása és színpadra állítása volt. Ennek a darabnak hosszú ideig a mozgásaiért, koreográfiájának volt a felelőse
Az Új színházban: Závada Pál: Bethlen című darab mozgásainak beállítása, koreografálásával bízták meg.(2010)
Táncos közreműködőként rendszeresen szerepelt a Vígszínházban.(Hegedűs a háztetőn, Rómeó és Júlia) Az ExperiDance Tánctársulat által létrehozott Toldi című darabban az apa és a cseh vitézt alakította. Legutóbb szintén az ExperiDance produkcióban volt látható a Csodálatos mandarinban táncolta a Mandarint.
Rendszeresen koreografál jelentős magyar amatőr együttesekben.

## Családja
Nős, felesége Truppel Mariann. Két gyermekük van: Makovinyi Luca Borbála és Makovinyi Marcell Zoltán.

## Díjai
- Táncművészek szövetsége: Az év táncosa nívódíj (1987–1988-as évad, 2001)
- Harangozó Gyula-díj (1992)
- EuroPas táncdíj (2001)
- Magyar Köztársasági Ezüst Érdemkereszt (2004)

## Külső hivatkozások
- Táncélet.hu
- Magyar színházművészeti lexikon. Főszerk. Székely György. Budapest: Akadémiai. 1994.  ISBN 963-05-6635-4